# 珀瑟
珀瑟（法語：Peseux，法語發音：[pəzø]）是瑞士納沙泰爾州的一个旧市镇，位於該國西部，面積3.43平方公里，海拔高度543米，2011年人口5,700，三成人口信奉基督教，人口密度每平方公里1662人。2021年，珀瑟与科尔塞勒-科尔蒙德雷什和瓦朗然并入纳沙泰尔。